# جون ويليام والاس
جون ويليام والاس (بالإنجليزية: John William Wallace)‏ هو محامي أمريكي، ولد في 1815، وتوفي في 1884.